# Mart Stam

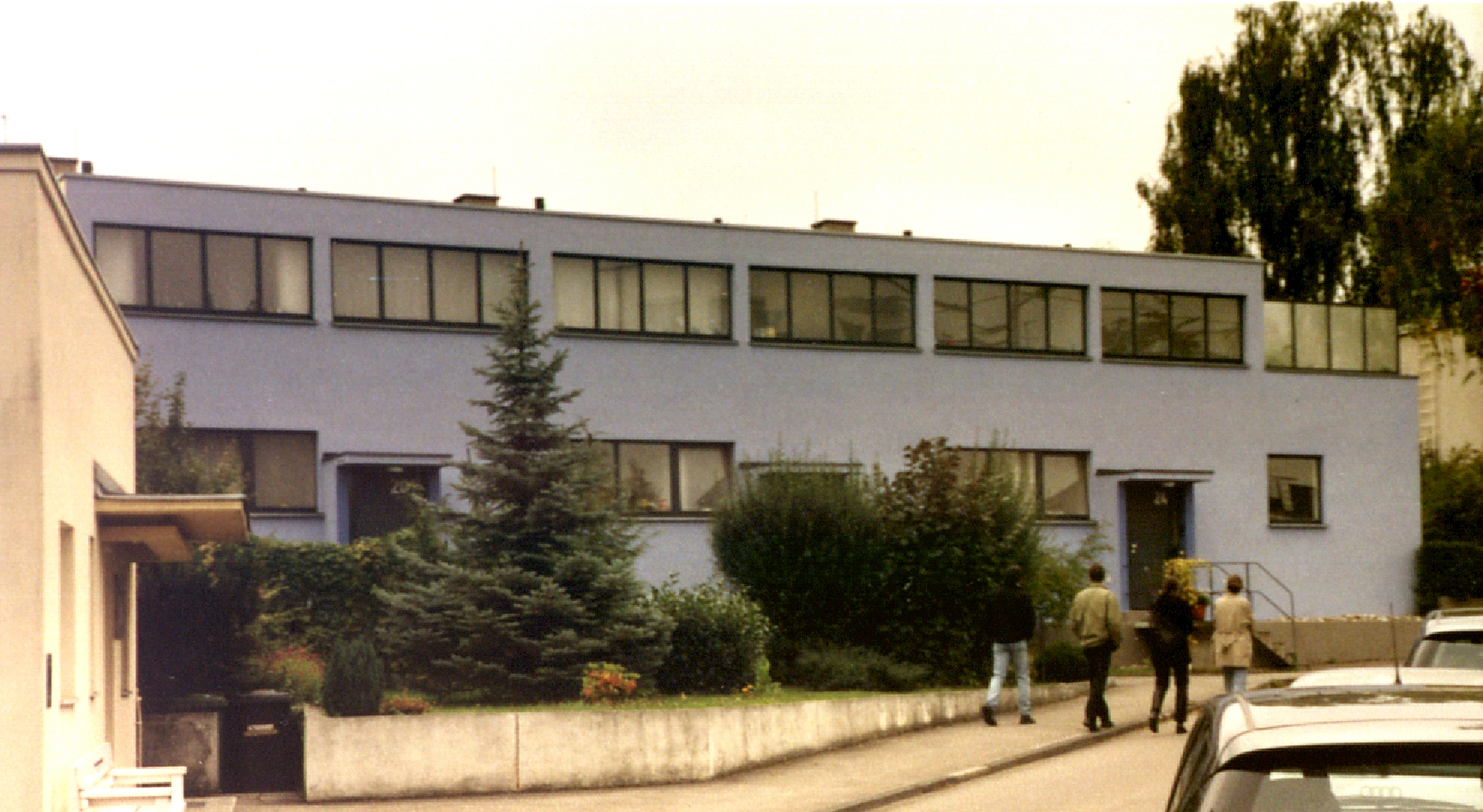
M. Stam: 1927 Dům pro výstavu sídliště Weissenhof, Stuttgart

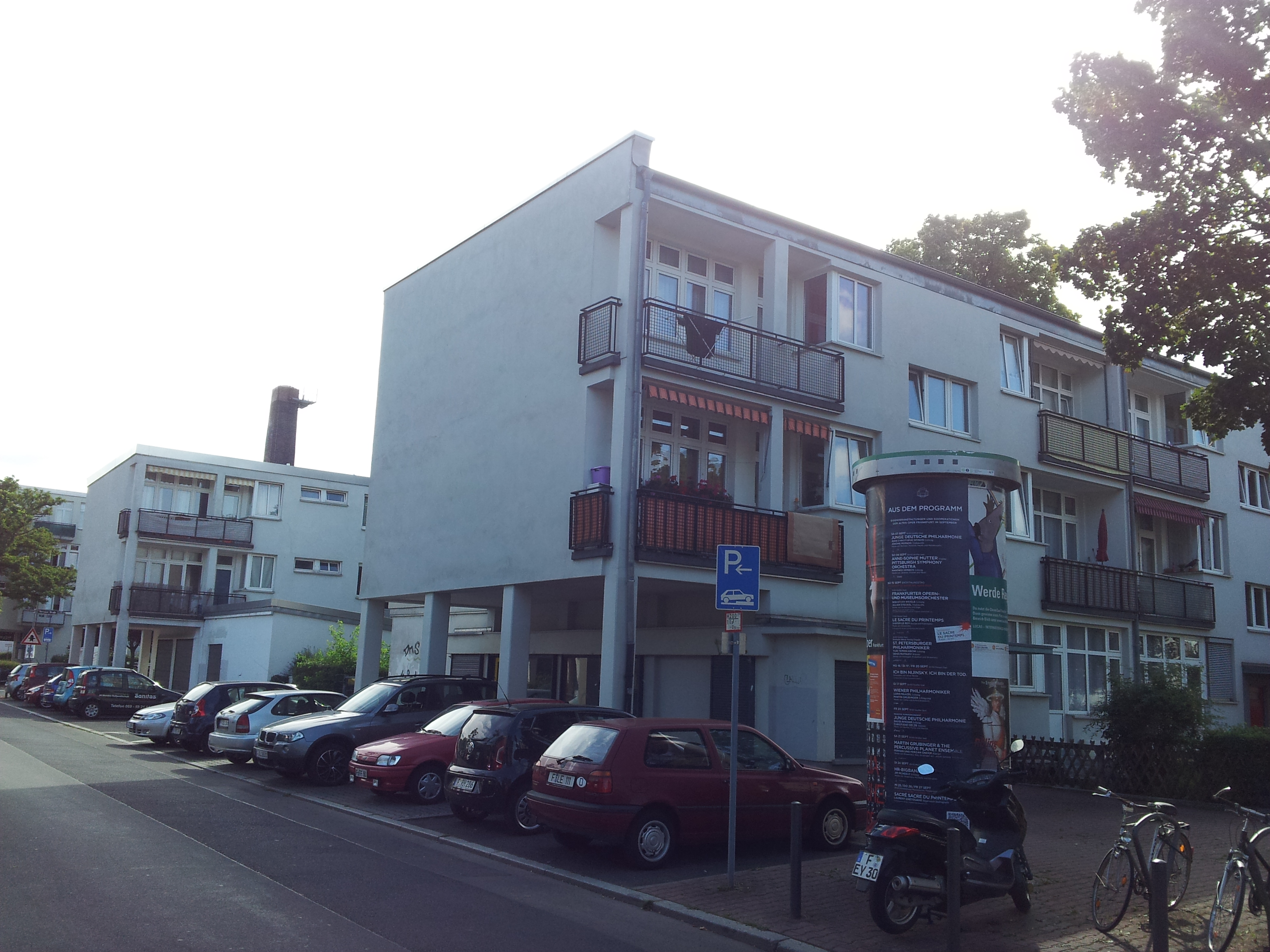
Velké části sídliště Hellerhof ve Frankfurtu byly navrženy Martem Stamem.

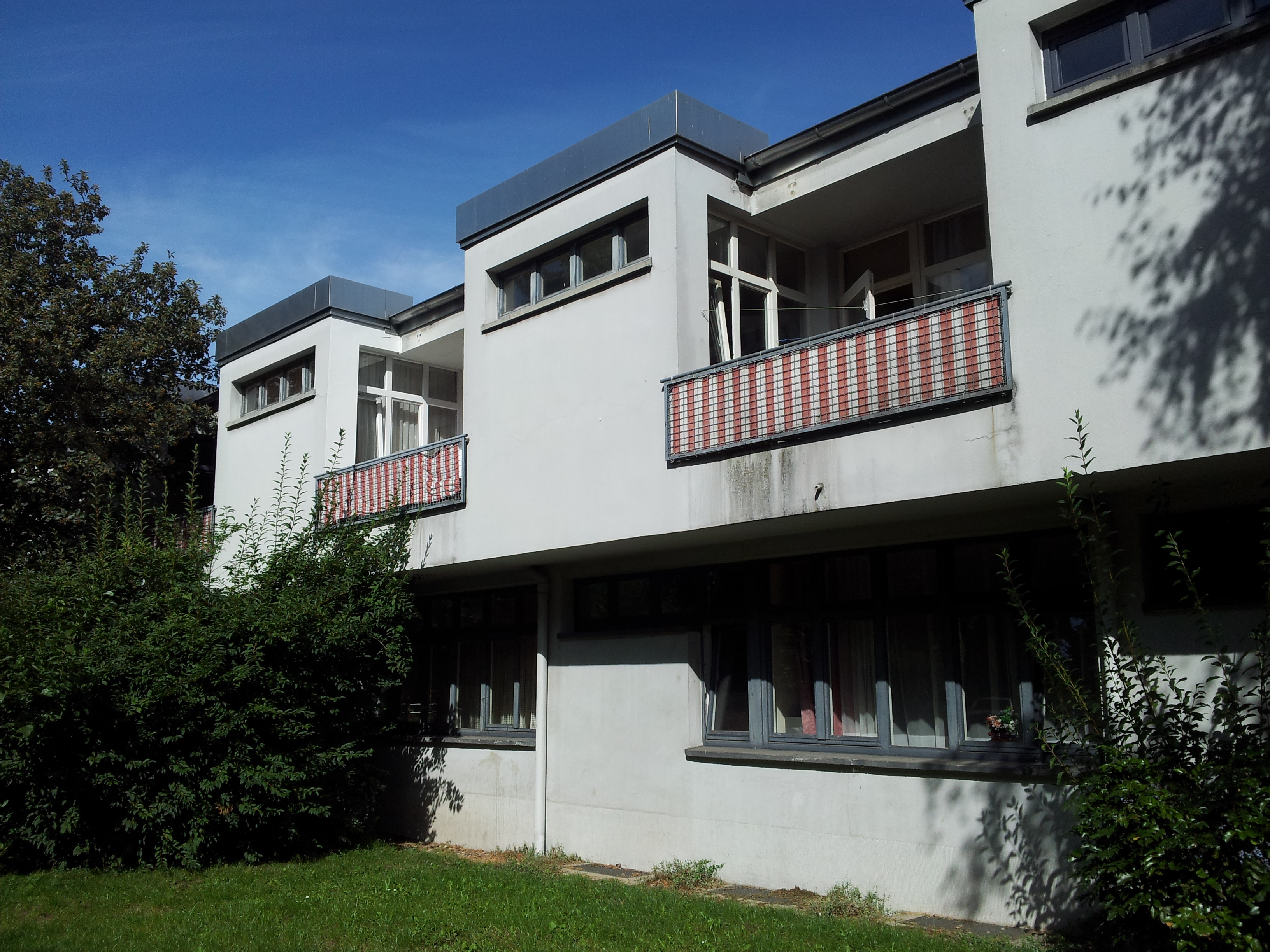
Detail budovy sídliště Hellerhof.

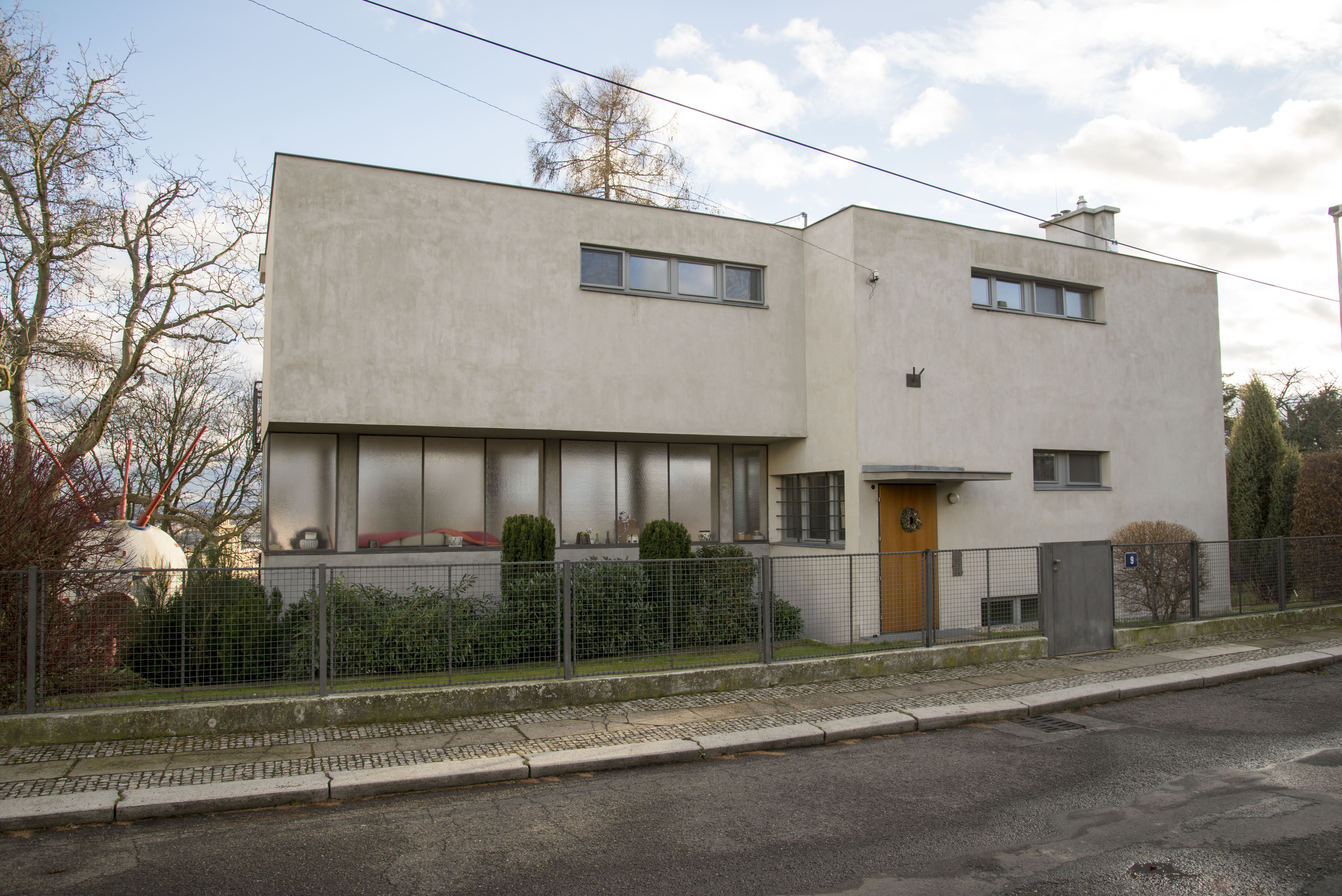
Dům Palička, Osada Baba, Praha-Dejvice

Mart Stam, vlastním jménem Martinus Adrianus Stam (5. srpna 1899 Purmerend – 21. února 1986 Goldach), byl nizozemský architekt, urbanista a nábytkový designer.

## Působení
V roce 1926 vymyslel a navrhl první konzolovou židli, kterou nakonec zrealizoval Marcel Breuer. V letech 1930-1934 byli s manželkou Lotte Stam-Beese (1903-1988) členy tzv. „brigády květen“ a podíleli se na plánování sovětských měst Magnitogorsk, Makijivka a Orsk. V roce 1935 se vrátil do Nizozemska, v roce 1939 se stal ředitelem Ústavu umění a řemesel lekce v Amsterdamu.
Od roku 1948 žil Stam ve východním Německu a byl prvním rektorem Drážďanské akademie umění a škola řemeslného zpracování, od roku 1950 rektorem Vysoké školy uměleckoprůmyslové v Berlíně-Weissensee (KHB), kterou musel opustit na konci roku 1952 kvůli zapojení do debaty o formalismu. Od roku 1955 pracoval na volné noze v Nizozemí, v roce 1966 se přestěhoval do Švýcarska, kde pracoval již v letech 1923-1925 s El Lissitzkým.

## Dílo
- řadový dům v sídlišti Weissenhof, Stuttgart-sever, 1927
- sídliště Hellerhof ve Frankfurtu nad Mohanem, 1929-1932
- tabáková Továrna Van Nelle v Rotterdamu, 1930 (spolu s Johannesem Brinkmanem und Leendertem van der Vlugt)
- Dům Palička v Osadě Baba v Praze-Dejvicích, 1931-1932[5]